# Sinopora hongkongensis
Sinopora hongkongensis là loài thực vật có hoa trong họ Nguyệt quế. Loài này được (N.H. Xia, Y.F.Deng & K.L. Yip) J. Li, N.H. Xia & H.W. Li mô tả khoa học đầu tiên năm 2008.